# Im Westen nichts Neues (1930)
Im Westen nichts Neues ist ein US-amerikanischer Antikriegsfilm von Lewis Milestone aus dem Jahr 1930. Als Vorlage diente der gleichnamige Antikriegsroman von Erich Maria Remarque. Die Hauptrollen spielten Lew Ayres und Louis Wolheim.
Der mit zwei Oscars ausgezeichnete Spielfilm gilt als einer der bekanntesten und beeindruckendsten Antikriegsfilme und hat den Ruf eines Filmklassikers. Da viele Kinos zu der Zeit noch nicht auf Tonfilm eingestellt waren, kam er sowohl in einer Stummfilm- als auch in einer Tonfilm-Fassung heraus. Im Westen nichts Neues ist einer der ersten Filme, die für den deutschen Markt synchronisiert wurden. Wegen seiner pazifistischen Grundhaltung und der Darstellung von hoffnungslosen deutschen Soldaten wurde er vor allem von rechten Verbänden in Deutschland angefeindet. Der Film handelt von den grausamen Fronterlebnissen des jungen Kriegsfreiwilligen Paul Bäumer und seiner Kameraden im Ersten Weltkrieg.

## Handlung
Zu Beginn des Ersten Weltkrieges herrscht im Deutschen Reich eine euphorische und siegesgewisse Stimmung, die auch die Schulklasse des Gymnasiasten Paul Bäumer erfasst. Ihr extrem nationalistisch eingestellter Lehrer Kantorek schildert der Klasse in einer flammenden Rede die „Vorzüge“ des Heldentodes und des „Sterbens für das Vaterland“ und fordert seine Schüler auf, sich freiwillig für die Armee zu melden. Unter den eindringlichen Reden Kantoreks bekommen die Schüler den Eindruck, dass das Soldatenleben etwas Schönes und Erstrebenswertes sei, doch von dem wirklichen Leben an der Front haben sie keine Ahnung. Paul und seine Klasse melden sich schließlich geschlossen freiwillig für die Armee. Ihre positive Stimmung erfährt bereits während der schikanösen Grundausbildung durch den Reserve-Unteroffizier Himmelstoß, der im Zivilleben ein freundlicher Briefträger war, einen ersten Dämpfer. Himmelstoß lässt sie stundenlang marschieren und im Schlamm waten, auch, als er damit ihre letzte Freizeit vor Abfahrt an die Front vermiest. Um sich an Himmelstoß zu rächen, verprügelt die Gruppe nachts den nach einem Kneipenbesuch sturzbetrunkenen Militaristen.
Als sie mit dem Zug an der Front ankommen, werden die Kameraden sofort von einem Bombenangriff verschreckt. Paul und sechs seiner Mitschüler werden dem Zug des Leutnants Bertinck zugeteilt. Sie treffen dort auf den erfahrenen Frontkämpfer Stanislaus „Kat“ Katczinski und weitere erfahrene Soldaten, die schon länger an der Front sind und den Neuankömmlingen helfen müssen. Anstelle von Geld blüht an der Front das Tauschgeschäft, insbesondere das Essen ist knapp. Die jungen Soldaten sollen mit Kat bei ihrem ersten Einsatz an der Front Stacheldrähte ziehen, doch sie werden von den Gegnern entdeckt und beschossen. Pauls Klassenkamerad Behn, der eigentlich nicht in den Krieg wollte, aber von seinen Klassenkameraden umgestimmt wurde, wird dabei von einem Granatsplitter getroffen, woraufhin er erblindet und kurz darauf auch verblutet. Als sein ehemaliger Mitschüler Franz Kemmerich Behn zu retten versucht, wird er von Kat für diese Tollkühnheit getadelt. Bei den Soldaten stellen sich zunehmend Albträume und Angstzustände ein, auch nachts finden sie keine Ruhe, weil immer wieder Explosionen zu hören sind und Ratten herumlaufen. Von Schuldgefühlen geplagt und unter dem Eindruck der Explosionen rennt Kemmerich besinnungslos aus dem Bunker und wird dabei von einem Einschlag getroffen. Nach einiger Zeit im notdürftigen Krankenlager mit überforderten Ärzten verstirbt Kemmerich. Seine feinen Stiefel gehen auf andere Klassenkameraden über und wechseln mehrmals ihre Besitzer, weil diese verwundet werden oder gleich sterben.
In den harten Kämpfen des Stellungskrieges können trotz hoher Verluste keine Fortschritte erzielt werden, Deutsche und Franzosen bekriegen sich auf einem Status quo. Zudem ist die Essensversorgung denkbar schlecht, unter anderem weil der Koch nicht nach vorne an die Front mit seinem Essen kommen will. Eines Tages wird auch Himmelstoß an die Front versetzt, der allerdings mit seinem militaristischen Auftreten für die mittlerweile kampferprobten Soldaten nur noch wie eine Witzfigur wirkt und selbst Angst vor der Front hat. Bei einer Attacke auf einem Friedhof verwundet Paul einen französischen Soldaten mit dem Messer, doch muss er sich neben dem nur langsam sterbenden Franzosen die ganze Nacht in einem Erdloch vor den feindlichen Soldaten verstecken. Paul versucht dem französischen Soldaten mit Wasser zu helfen, der letztlich dennoch stirbt. Bevor Paul zu den deutschen Soldaten zurückkehren kann, bittet er den toten Franzosen um Vergebung. Paul und einige andere Soldaten entdecken während eines Bades im Fluss drei französische Frauen, mit denen sie die Nacht verbringen – im Tausch gegen Essen für die Französinnen.
Wenig später werden Paul und sein Freund Albert bei einem französischen Angriff schwer verwundet. Im katholischen Hospital wird Alberts Bein amputiert, während Paul ins „Sterbezimmer“ gebracht wird (aus dem angeblich noch nie ein Patient lebend zurückgekommen ist). Wider aller Erwartung kehrt Paul jedoch aus dem Sterbezimmer zurück und verlässt das Hospital, während der vom Schicksal geschlagene Albert dort bleiben muss. Bei dem anschließenden Heimaturlaub redet Paul mit Stammtischfreunden seines Vaters, die ahnungslos darüber streiten, an welchem Frontabschnitt der entscheidende Vorstoß erfolgen solle. Verstört besucht Bäumer seine alte Schule, in der ihn sein ehemaliger, nationalistischer Lehrer Kantorek als Beispiel für „deutschen Heldenmut“ darstellen will. Bäumer erzählt aber ungeschminkt von der Front und bezeichnet es als Fehler, je in den Krieg gezogen zu sein. Die anwesenden Gymnasiasten schimpfen ihn dafür einen Angsthasen. Von den Eindrücken in der Heimat enttäuscht, kehrt er freiwillig an die Front zurück.
Dort muss er erfahren, dass viele seiner Kameraden bereits gefallen sind. Einer, der Bauer Detering, der seiner Frau bei der Ernte helfen wollte, ist als Deserteur verhaftet worden. Paul macht Katczinski ausfindig, der aber beim Angriff eines Tieffliegers fällt. Die Kompanie wird durch blutjunge und halbausgebildete Jugendliche aufgefüllt, die gnadenlos verheizt werden. In der letzten Szene – Herbst 1918, einige Tage vor Ende des Krieges – greift Paul nach einem Schmetterling vor seiner MG-Stellung und wird dabei von einem französischen Scharfschützen erschossen.

## Synchronisation
Es gibt vier Synchronfassungen des Films:
- Bereits zur ersten Veröffentlichung 1930 in Deutschland wurde der Film bei der Rhythmographie GmbH in Berlin synchronisiert. Die synchronisierte Fassung hatte ursprünglich eine Länge von ca. 124 Minuten, wurde jedoch für die Kinoauswertung im Juni 1931 auf 85 Minuten gekürzt.[2] Das Dialogbuch stammte von Elsa Jaque, Regie führte Max Bing.[3]
- 1952 entstand eine zweite Synchronisation, die auf der Basis einer auf 120 Minuten gekürzten Fassung des Films erstellt wurde.[4] Die Dialoge schrieb Josef Wolf für die Ultra-Film GmbH.[2]
- 1984 ließ das ZDF den Film nach einer aufwändigen Rekonstruktion von der Berliner Synchron Wenzel Lüdecke zum dritten Mal synchronisieren. Buch und Dialogregie lagen in den Händen von Ottokar Runze. Für die Rekonstruktion zeichnete Jürgen Labenski verantwortlich.[2] Dabei entstand mit 135 Minuten[5] die längste deutsche Fassung, die sich am ursprünglichen Drehbuch orientierte.[6]
- In den 1990er Jahren wurde die 1952er Fassung vom WDR restauriert und an die längere ZDF-Fassung angelegt. Die in dieser Fassung fehlenden Szenen wurden mit der 1984er Synchronisation aufgefüllt.
- Eine weitere Rekonstruktion des Originalfilms nahmen Mitte der 1990er Jahre die Filmabteilung der Bücherei des US-Kongresses und der amerikanische Kabelkanal AMC vor. Diese wurde am 5. Juni 1998 zum ersten Mal ausgestrahlt.[7] 2005 erschien eine weitere Synchronfassung für die DVD-Ausgabe des Films, die auch auf Blu-ray veröffentlicht wurde. Diese 128 Minuten lange Fassung ist jedoch gegenüber der ZDF-Fassung in einigen Szenen gekürzt und zeigt nur an einer Stelle mehr Material.[8][9]
- 2022 erschien der Film als „6-Disc-Ultimate Edition“. Die Edition enthält erstmals alle vier Synchronisationen des Films (von 1930, 1952, 1984 und 2005) und ebenfalls zum ersten Mal die acht Minuten längere Langfassung auf Blu-ray und DVD mit den Synchronisationen von 1984 und 2005 sowie der WDR-Tonfassung von 1995. Zudem sind auf Blu-ray die zensierten Schnittfassungen von 1930 und 1952, die internationale Standardfassung, die Stummfilm-Fassung sowie die originale, viragierte ZDF-Fassung der Volkstrauertagsausstrahlung von 1984 enthalten.

| Rolle                       | Darsteller                 | Synchronsprecher (1930) | Synchronsprecher (1952) | Synchronsprecher (1984) | Synchronsprecher (2005) |
| --------------------------- | -------------------------- | ----------------------- | ----------------------- | ----------------------- | ----------------------- |
| Paul Bäumer                 | Lew Ayres                  | Fritz Ley               | Sebastian Fischer       | Stephan Schwartz        | Manuel Straube          |
| Stanislaus Kaczinski        | Louis Wolheim              | Erich Dunskus           | Erich Dunskus           | Franz-Otto Krüger       | Hartmut Neugebauer      |
| Himmelstoß                  | John Wray                  | Bruno Fritz             | Clemens Hasse           | Hermann Ebeling         | Reinhard Glemnitz       |
| Professor Kantorek          | Arnold Lucy                | Bruno Fritz             | Paul Bildt              | Hans Hessling           | Fred Maire              |
| Franz Kemmerich             | Ben Alexander              | Wolfgang Staudte        | Eckart Dux              | Oliver Rohrbeck         | Dirk Meyer              |
| Albert Kropp                | William Bakewell           |                         | Paul Edwin Roth         | Benjamin Völz           |                         |
| Müller                      | Russell Gleason            |                         |                         | Christian Toberentz     | Philipp Brammer         |
| Westhus                     | Richard Alexander          |                         | Franz Nicklisch         | Edgar Ott               |                         |
| Tjaden                      | Slim Summerville           |                         | Carl Heinz Carell       | Herbert Stass           | Thomas Rauscher         |
| Joseph Hammacher            | Heinie Conklin             |                         |                         | Otto Sander             |                         |
| Leer                        | Scott Kolk                 |                         | Herbert Stass           |                         |                         |
| Herr Mayer, Stammtischonkel | Edmund Breese              |                         | Manfred Meurer          |                         |                         |
| Lt. Bertinck                | G. Pat Collins             |                         | Kurt Waitzmann          |                         |                         |
| Soldatenwagen-Fahrer        | Fred Zinnemann             |                         | Heinz Petruo            | Claus Jurichs           |                         |
| Chronist                    | (nur in deutscher Fassung) |                         | Wolf Ackva              | Ernst Wilhelm Borchert  |                         |

## Produktionsgeschichte

### Vorproduktion

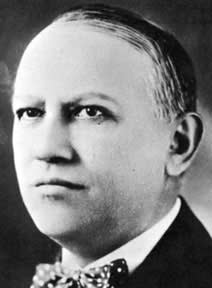
Carl Laemmle Sr.

Carl Laemmle Sr., der Begründer und Boss des Filmstudios Universal, stattete als gebürtiger Oberschwabe seiner Heimat regelmäßig Besuche ab. Bei seinem Deutschland-Besuch im Jahre 1929 wies ihn der Literaturagent Otto Klement auf den großen Erfolg des kürzlich erschienenen Romans Im Westen nichts Neues hin, der vom bis dahin relativ unbekannten Autoren Erich Maria Remarque verfasst worden war. Bis Ende 1930 wurde das Buch in zwölf Sprachen übersetzt und weltweit 3,5 Millionen Mal verkauft. Nachdem Laemmle das Buch gelesen hatte, zeigte er sich begeistert und kaufte Remarque die Filmrechte nach kurzen und einvernehmlichen Verhandlungen ab. Dennoch gab es von vielen Seiten Zweifel am Erfolg einer Verfilmung des Romanes, unter anderem wiesen viele Kritiker auf die heftigen Diskussionen über das Buch in Deutschland hin. Darauf antwortete Laemmle:
„Eine der größten deutschen Filmtheater-Ketten UFA hat mir bereits mitgeteilt, dass sie mit dem Projekt nichts zu tun haben möchte, wenn unser Film in Deutschland gezeigt wird. So etwas habe es nie gegeben, schreiben ja die Kritiker (des Buches) in Deutschland, alles sei gelogen. Aber was soll es nie gegeben haben – den Krieg?! Wir haben das doch auch durchgemacht. Soll es den ganzen Schmutz nicht gegeben haben?! Da mussten wir auch durch. Und Einwände gegen das Kämpfen? Das Leiden hatten doch wohl beide Seiten gemeinsam. Ich bin sicher, wir werden einen ganz großen Film haben.“
Zu diesem Zeitpunkt übernahm sein 21-jähriger Sohn Carl Laemmle Jr. das Filmstudio seines Vaters. Laemmle Jr. wollte den Schwerpunkt des Filmstudios von Billigproduktionen eher auf Filme von hoher Qualität mit größerem Budget verschieben. Als Drehbuchautoren verpflichteten die Laemmles den gefeierten Broadway-Autoren Maxwell Anderson, der sich mit seiner ersten Drehbuchfassung allerdings sehr weit vom Buch entfernte. Der Regisseur Lewis Milestone stellte Anderson daher seinen Freund Del Andrews zur Seite, um das Drehbuch wieder näher an Remarques Geschichte zu bringen. Schließlich entstand eine Drehbuchfassung, mit der Laemmle und Milestone zufrieden waren. Der Theaterregisseur George Abbott wurde anschließend noch für den letzten Schliff am Drehbuch verpflichtet. Im Vergleich zum Buch wurde unter anderem die Szene im Klassenzimmer mit Professor Kantorek und dem Fronturlauber Paul hinzugefügt.

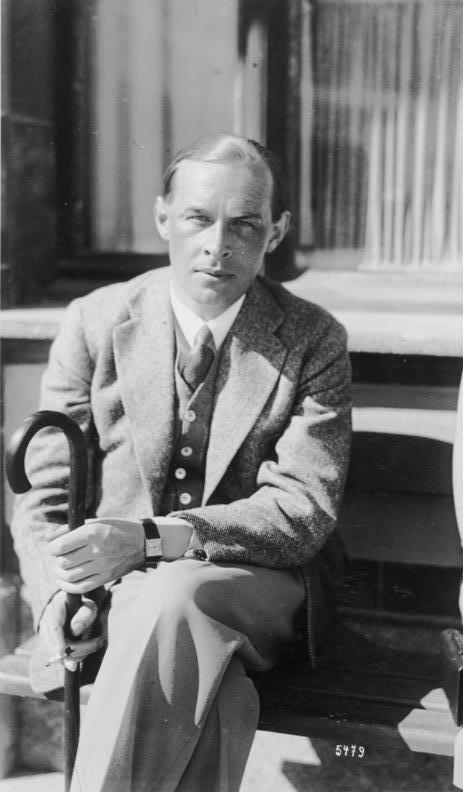
Autor Erich Maria Remarque 1929 in Davos (Schweiz)

### Besetzung

#### Regisseur
Zunächst sollte der renommierte Herbert Brenon die Regie übernehmen, dieser forderte jedoch mit 250.000 US-Dollar ein extrem hohes Gehalt, weshalb Laemmle nach einer geeigneten Alternative zu Brenon suchte. Der Agent Myron Selznick, Bruder von David O. Selznick, machte die Universal-Produzenten schließlich auf seinen Klienten Lewis Milestone aufmerksam. Der russischstämmige Regisseur Milestone wurde schließlich verpflichtet, aber nicht nur weil er deutlich weniger Gehalt als Brenon forderte, sondern auch weil er bereits 1929 einen Oscar für die erfolgreiche Kriegskomödie Die Schlachtenbummler geholt hatte. Milestone war während des Ersten Weltkrieges Mitglied der US-Armee gewesen, wo er in verschiedenen Funktionen – unter anderem als Kameraoperateur und Regieassistent – an der Herstellung von Lehrfilmen beteiligt war. Bei Im Westen nichts Neues legte Milestone vor allem auf eine realistische und schonungslose Darstellung des Krieges Wert.

#### Schauspieler
Für viele Schauspieler war es einer ihrer ersten Tonfilme und für viele Darsteller der jungen Soldaten einer ihrer ersten Filme überhaupt.
In der Hauptrolle wählte man den 21-jährigen Lew Ayres, der erst 1929 seinen ersten Film gedreht hatte und dem Publikum – vielleicht bis auf eine Nebenrolle an der Seite von Greta Garbo in Der Kuß – unbekannt war. Dies war teilweise von Universal beabsichtigt, weil ein populärer Filmstar für die Rolle des Unbekannten Soldaten eher ungeeignet schien. Ayres hatte das Buch gelesen, wollte unbedingt die Rolle des Paul Bäumer haben und meldete sich erfolgreich beim Casting des Films. Allerdings erhielt er die Rolle erst, nachdem der Wunschkandidat Douglas Fairbanks junior nicht verfügbar war. Selbst Erich Maria Remarque galt kurzzeitig als Kandidat für die Hauptrolle, doch Remarque lehnte ab, weil er sich zu alt für die Rolle hielt. Ayres wurde durch seine Arbeit am Film Pazifist und lehnte einen Einsatz im Zweiten Weltkrieg ab, was ihm damals öffentliche Kritik einbrachte. Später half er aber als Sanitäter bei der US-Armee.
Im Gegensatz zu Ayres verpflichtete man mit ZaSu Pitts als Pauls Mutter eine relativ bekannte Schauspielerin. Da Pitts aber vor allem als Komödiantin bekannt war, erwartete das Publikum in den Previews bei ihrem Auftritt eine komische Szene und begann zu lachen. Sie wurde daher durch Beryl Mercer ersetzt und Pitts Aufnahmen blieben nur im Trailer zur Stummfilmversion des Films erhalten. Slim Summerville, ebenfalls ein Komiker und langjähriger Co-Star von ZaSu Pitts, behielt hingegen seine Rolle als Soldat Tjaden. Mit Raymond Griffith, der den von Paul getöteten Franzosen darstellte, war ein weiterer Stummfilmkomiker zu sehen. Griffith konnte nach einem weitgehenden Verlust seiner Stimme in seiner Kindheit nicht als Tonfilmschauspieler arbeiten und beendete nach dieser stummen Rolle seine Schauspielkarriere. Der erstgenannte Schauspieler des Films im Vorspann und damit der Star war der Charakterdarsteller Louis Wolheim, ein guter Freund von Milestone, als Stanislaus Katczinsky. Es war einer von Wolheims letzten Filmen, er starb schon im Februar 1931.
Mit dem späteren Filmproduzenten Arthur Gardner, der einen von Pauls namenlosen Klassenkameraden spielte, verstarb im Dezember 2014 die letzte lebende Person, die am Film beteiligt war (sowohl Besetzung als auch Filmstab).

### Dreharbeiten

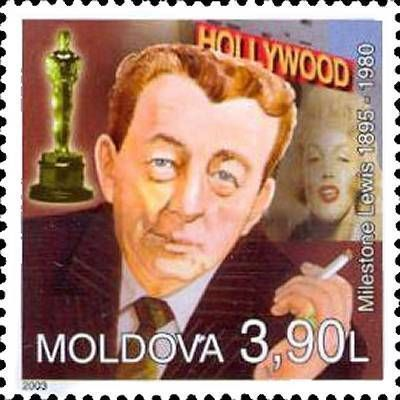
Lewis Milestone als Motiv einer moldawischen Briefmarke aus dem Jahr 2003

Das Budget von Im Westen nichts Neues betrug insgesamt 1,25 Millionen US-Dollar, was eine hohe Summe in der damaligen Zeit darstellte. Obwohl die Tonfilmversion deutlich bekannter ist, existiert auch eine gleichzeitig gedrehte Stummfilmfassung des Films für das Ausland sowie die Kinosäle, die noch nicht auf den Tonfilm umgerüstet hatten. Auch wegen dieses „Doppeldrehs“ des Films dauerten die Dreharbeiten, die im November 1929 begannen, ganze 17 Wochen. Das Budget wurde wegen der verlängerten Dreharbeiten um rund 200.000 US-Dollar überzogen. Viele Szenen des Films wurden auf dem Gelände der Universal Studios fertiggestellt. Die restlichen Szenen wurden an verschiedenen Orten gedreht, darunter die Kampfszenen auf über 20 Feldern bei Laguna Beach. In fortschrittlicher Weise setzte Kameramann Arthur Edeson mobile Kameras sowie einen zur damaligen Zeit gigantischen Kamerakran ein, die das Schlachtgeschehen besser auffangen sollten.
Bis auf die Marschmusik im Vorspann sowie der letzten Szene existiert keine Filmmusik in Im Westen nichts Neues, wenn man von den vielen Kampfgeräuschen innerhalb des Films absieht. Die Filmmusik war im Tonfilm bis zu Max Steiners Komposition zu King Kong und die weiße Frau (1933) fast nicht vorhanden. In späteren Veröffentlichungen des Films fügte man eine Filmmusik hinzu, obwohl Milestone sich klar dagegen aussprach. Er wollte den Film lieber ohne Musik haben, um das Geschehen realitätsnaher und authentischer wirken zu lassen. Erst in den neueren Veröffentlichungen des Films wurde Milestones Wunsch des musikfreien Films entsprochen. Für die Stummfilmfassung wurde dagegen eine von Sam Perry und Heinz Roemheld komponierte Filmmusik eingesetzt, die in der Tonfilmfassung jedoch nicht zu hören ist.
Weil Milestone wegen seines russischen Akzentes mit den Schauspielern ihre Rollen kaum üben konnte, wurde der spätere Starregisseur George Cukor ohne Nennung im Vorspann als Schauspielcoach des Films verpflichtet. Ein weiterer später erfolgreicher Regisseur am Filmset war Fred Zinnemann, der in einer Statistenrolle auftrat, allerdings wegen seines respektlosen Verhaltens gefeuert wurde. Viele deutsche Veteranen des Ersten Weltkrieges lebten zum damaligen Zeitpunkt in Los Angeles und wurden als Filmberater und Statisten verpflichtet. Insgesamt wurden rund 2000 Statisten verwendet. Um dem Film mehr Authentizität zu verleihen, wurden ehemalige deutsche Militärangehörige wie Hans von Morhart beschäftigt, die den Schauspielern unter anderem das Marschieren beibrachten.
Im Buch wurden die genauen Umstände des Todes von Paul Bäumer weitgehend im Dunkeln gelassen. Daher mussten Laemmle und Milestone selbst für ein passendes Ende des Films sorgen. Eine erste Fassung beinhaltete einen Heldentod von Paul auf dem Schlachtfeld, mit diesem Ende war jedoch niemand glücklich. Das Ende des Films ließ man bis zum Ende der Dreharbeiten offen. Der Kameramann Karl Freund hatte schließlich die entscheidende Idee mit dem Schmetterling – und schuf so die wohl berühmteste Szene des Films. Die Hand von Paul in der letzten Szene ist nicht die vom eigentlichen Darsteller Lew Ayres, sondern von Milestone – Ayres arbeitete zu dieser Zeit bereits an einem anderen Filmprojekt und war nicht erreichbar für die Szene.

## Zensur
Die Originalfassung war 150 Minuten lang. Die amerikanische Fassung war 10 Minuten kürzer und die deutsche Fassung wurde noch einmal gekürzt. Herausgeschnitten wurden Szenen, in denen Rekruten den sadistischen Unteroffizier Himmelstoß verprügeln, und eine Gesprächssequenz, in der der Kaiser als Kriegsschuldiger gebrandmarkt wird. Auch die Weitergabe der Stiefel wurde in der deutschen Fassung herausgeschnitten.

## Rezeption und Nachwirkung

### Publikumserfolg
Die Stummfilmfassung des Films hatte im April 1930 in den Vereinigten Staaten ihre Premiere, die Tonfilmversion kam dagegen erst im Juni 1930 in London heraus. Der Film wurde ein weltweiter Erfolg und brachte Universal Pictures rund 1,5 Millionen US-Dollar Profit (heutiger Wert: 33.398.141 $). Insgesamt erspielte der Antikriegsfilm rund drei Millionen US-Dollar (heutiger Wert: 56.276.366 $), eine außergewöhnlich hohe Summe zur damaligen Zeit. In einigen amerikanischen Kinos lief der Film teilweise über ein halbes Jahr. In Deutschland kam der Film im Dezember 1930 in die Kinos, allerdings von heftigen Protesten begleitet (siehe Abschnitt unten). 1939 wurde der Film im Angesicht des Zweiten Weltkrieges erneut in die amerikanischen Kinos gebracht. Im deutschen Fernsehen war der Film erstmals am 11. September 1969 in der ARD zu sehen. Heute gilt Im Westen nichts Neues als bedeutender Filmklassiker, der spätere Kriegs- und Antikriegsfilme entscheidend beeinflusste.

### Auszeichnungen
Auf der Oscarverleihung im November 1930 erhielt der Film zwei Oscars.
- Bester Film – Gewonnen
- Beste Regie (Lewis Milestone) – Gewonnen
- Bestes adaptiertes Drehbuch (George Abbott, Maxwell Anderson und Del Andrews) – Nominierung
- Beste Kamera (Arthur Edeson) – Nominierung

Spätere Auszeichnungen
- 1990: Aufnahme ins National Film Registry
- American Film Institute: Platz 54 bei den 100 besten US-amerikanischen Filmen aller Zeiten
- American Film Institute: Platz 7 der 10 größten US-amerikanischen Leinwandepen

Auszeichnungen in Deutschland
- Filmbewertungsstelle Wiesbaden: Prädikat „wertvoll“

### Zeitgenössische Kritiken und Reaktionen zum Film

#### Im englischsprachigen Raum
Die Kritiken in den USA und England fielen exzellent aus. So berichteten gleich mehrere Zeitungen, dass die Zuschauer im Angesicht der „Kraft eines sachlichen, schrecklichen Dramas“ gebannt wurden und vor den realistischen Szenen verstummten. Der Telegraph schrieb sogar völlig begeistert: „Es ist der bei weitem beste Spielfilm, der je gedreht wurde … ob Ton- oder Stummfilm“. Das Branchenblatt Variety meinte, dass der Völkerbund den Film auf der ganzen Welt in jeder Sprache zeigen sollte, bis das Wort „Krieg“ aus dem Wörterbuch gestrichen ist. Insbesondere Lewis Milestone wurde für seine Regie gelobt.

#### Im deutschsprachigen Raum

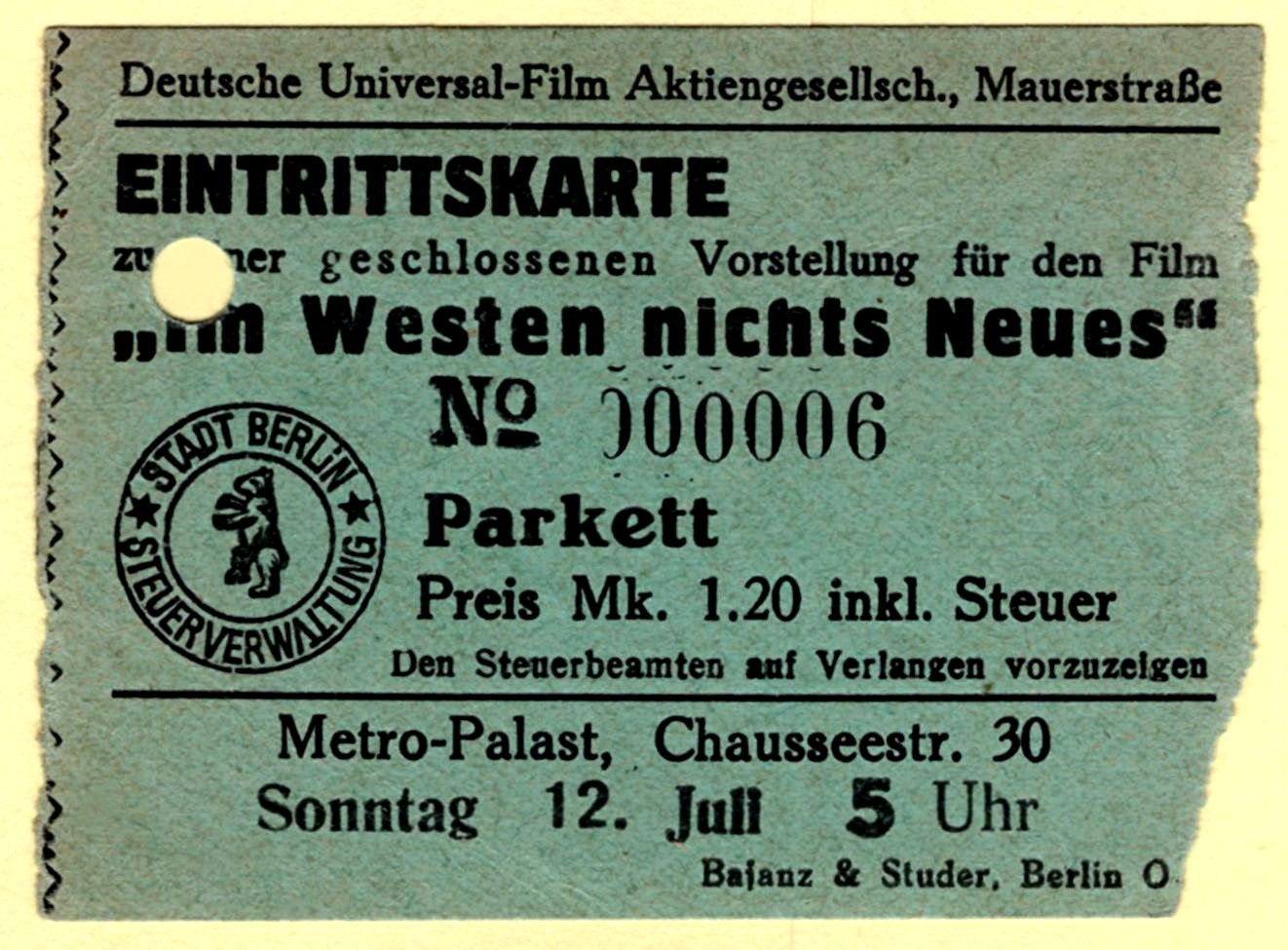
Eintrittskarte für eine Aufführung als geschlossene Veranstaltung, Berlin 1931

Während der Film bei Veteranenverbänden in den anglophonen Ländern oftmals die Einschätzung förderte, dass das Leben und vor allem Sterben der einfachen Soldaten jenseits von Uniformfarbe oder Muttersprache in den Schützengräben des Ersten Weltkrieges stets ähnlich verlief und daher geeignet schien, Feindbilder abzubauen, fiel die Reaktion im Deutschen Reich sehr viel negativer aus.
Die politische Rechte, insbesondere DNVP und NSDAP, sowie die Mehrheit der meist noch monarchistisch gesinnten Veteranenverbände sahen in dem Buch und erst recht in der Verfilmung einen Angriff auf die Ehre des deutschen Soldaten, der in den Schlachten des Weltkrieges für sein Vaterland gelitten habe. Der Umstand, dass amerikanische Schauspieler deutsche Soldaten spielten, galt zusätzlich als Provokation. Dass Regisseur Milestone und Produzent Laemmle Juden waren, brachte außerdem einflussreiche antisemitische Kreise gegen den Film auf. Das Reichswehrministerium protestierte gegen den Film, da nach dessen Auffassung keine deutschen Soldaten gezeigt werden sollten, die am Sinn ihres Einsatzes zweifeln.
Nachdem die zuständige Berliner Filmprüfstelle einer freiwillig gekürzten deutschsprachigen Version des Films die Freigabe erteilt hatte, kam es am 4. Dezember 1930 im Mozartsaal des Neuen Schauspielhauses am Nollendorfplatz zur Erstaufführung des Films in Deutschland, tags darauf lief er in den deutschen Kinos an. Bereits in dieser Fassung waren Namen jüdischer Mitwirkender aus dem Vorspann getilgt und der Film von 139 Minuten um 53 Minuten auf 85 Minuten gekürzt worden. Geschnitten wurde unter anderem die Szene, in der die Rekruten den Kasernenhofschinder Himmelstoß verprügeln, und die Verweigerung der Ehrenbezeugung durch Paul Bäumer. Auch in anderen Ländern wurden Szenen geschnitten: In Frankreich wurden etwa die Liebesszenen zwischen den französischen Frauen und den deutschen Soldaten entfernt.
Trotz der Kürzungen veranlasste insbesondere in Berlin Joseph Goebbels, zugleich dortiger Gauleiter der NSDAP und Reichspropagandaleiter seiner Partei, eine massive Kampagne gegen den Film. Mit Hilfe der SA organisierte er Massenaufläufe und handgreifliche Krawalle vor und in den Kinos. Mehrfach sprengten Nationalsozialisten, die zunächst in Zivil Karten für eine Filmvorstellung erworben hatten, kurz nach Beginn des Films die Aufführung, indem sie beispielsweise Rauch- oder Stinkbomben zündeten oder bei mindestens einer Gelegenheit zahlreiche Mäuse freiließen.

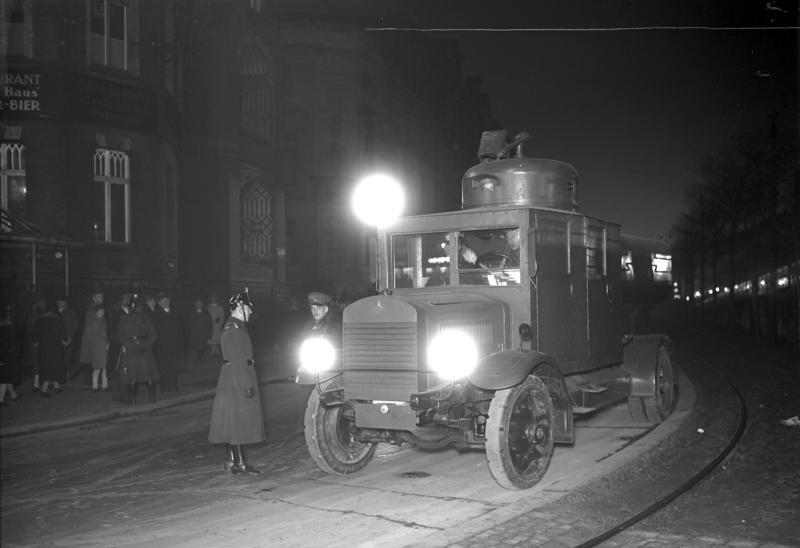
Die Polizei sichert das Demonstrationsverbot in Berlin mit Wasserwerfern ab (Dezember 1930)

Gleichzeitig attackierte die NS-Presse die preußischen Behörden, dass der Film verboten werden müsse, weil er die öffentliche Ordnung gefährde; als Beleg für diese Behauptung führte Goebbels in seinen Leitartikeln gerade jene Ausschreitungen als Argumente gegen den Film ins Feld, die er selbst durch die Berliner SA hatte vom Zaun brechen lassen, wobei sicherlich auch weite Teile der konservativen Beamtenschaft insgeheim mit den Aktivitäten von NSDAP, Stahlhelm und Veteranenverbänden sympathisierten. Letztlich hatte diese Strategie Erfolg. Auf Antrag der Landesregierungen Thüringens, Braunschweigs, Sachsens, Bayerns und Württembergs verbot die Oberste Filmprüfstelle unter der Leitung von Ernst Seeger am 11. Dezember die Vorführung des Films im Deutschen Reich wegen der von ihm ausgehenden „Gefährdung des deutschen Ansehens in der Welt“ und der „Herabsetzung der deutschen Reichswehr“. Der Film habe eine „ungehemmte pazifistische Tendenz“, und „wenn eine derartige Darstellung auf die Menschen treffe, könne bei der heutigen seelischen Not nicht ausbleiben, daß Explosionen entstünden.“
Dieses Verbot stieß auf heftige Proteste. Namentlich Carl von Ossietzky, Carl Zuckmayer, Heinrich Mann, Herbert Ihering und Käthe Kollwitz setzten sich für den Film ein. Erst nach einer Novellierung des Lichtspielgesetzes (Lex Remarque), die am 31. März 1931 in Kraft getreten war, wurde der Film am 8. Juni 1931 „für bestimmte Personenkreise und in geschlossenen Veranstaltungen“ wieder freigegeben. Am 2. September 1931 erfolgte die allgemeine Wiederzulassung des Films in einer nochmals gekürzten Fassung. Die Produktionsfirma musste sich überdies verpflichten, „zukünftig auch im Ausland nur noch diese von den deutschen Zensurbehörden genehmigte Fassung zu zeigen.“ Mit der Machtergreifung der Nationalsozialisten wurde Im Westen nichts Neues endgültig verboten.
1929 wurde Im Westen nichts Neues in Italien, 1931 in Österreich, 1933 in Deutschland und 1949 in der Sowjetunion als Film und als Literatur verboten. Universal brachte immer neue, kürzere Fassungen des Films heraus: 1934 wurden fast alle Schleiferszenen weggelassen, 1939 wurden kommentierte Dokumentaraufnahmen eingeschnitten. Bild- und Tonveränderungen während der Zeit des Koreakrieges (Anfang der 1950er Jahre) machten aus dem Antikriegsfilm schließlich einen reinen Kriegsfilm.
Auf lange Sicht gesehen war die Kampagne der NSDAP gegen den Film ein wichtiger Erfolg auf dem Weg zur Machtergreifung; die kombinierten Aktionen von Gewalt und Propaganda hatten sich als wirkungsvoll erwiesen und sogar staatliche Stellen hatten nicht standhalten können. Insofern war die NSDAP für ihre weitere Arbeit in besonderer Weise bestärkt worden.
Nach dem Zweiten Weltkrieg kam Im Westen nichts Neues in einer gekürzten, neu synchronisierten Fassung in die deutschen Kinos. In Frankreich wurde das Verbot für den Film erst 1963, in Österreich sogar erst Anfang der 1980er Jahre aufgehoben.
In dem halbstündigen Dokumentarfilm Geschundenes Zelluloid von Hans Beller aus dem Jahre 1984 wird die Entstehungs- und Zensurgeschichte des Films gezeigt. Für den vom ZDF produzierten Film wurden die Schauspieler Lew Ayres und William Bakewell, die Regisseure Géza von Cziffra und Delbert Mann, der Journalist Fritz Lucke und der Filmproduzent Paul Kohner interviewt.

### Spätere Kritiken zum Film
Beim Kritikerportal Rotten Tomatoes hat der Film eine Wertung von 98 %, basierend auf 40 Kritiken.

„Die Wucht des dargestellten Kriegsgeschehens ist noch immer unmittelbar spürbar, die Grabenkämpfe empörend sinnlos, das Pathos der Kriegsideologen provokativ hohl; eine einzigartige Anthologie von Details des Kriegsirrsinns. (Wertung: sehr gut)“

„Die mutige, immer noch sehenswerte Hollywood-Verfilmung des gleichnamigen Antikriegs-Romans von Remarque.“

„Der wohl bedeutendste und ehrlichste Antikriegsfilm der USA – eine realistische Abrechnung mit dem Ersten Weltkrieg. In Deutschland zu seiner Zeit von nationalen und faschistischen Kreisen verunglimpft, zensiert und verstümmelt, wurde der Film zunächst 1983/84 vom ZDF nach der Urfassung rekonstruiert und neu synchronisiert. Eine zusätzlich um weitere Teile im O.m.d.U. 1995 vom WDR ergänzte Fassung bietet die bis heute letztgültige Rekonstruktion des Films.“

„Die schrecklichen Erlebnisse an der Front des 1. Weltkrieges, die eine anfangs kampfbegeisterte Gruppe von Schulkameraden hat, sind auch heute noch eine überzeugende Darlegung der Sinnlosigkeit des Krieges.“

### Fortsetzung und weitere Verfilmungen
1931 veröffentlichte Remarque mit dem Roman Der Weg zurück die Nachgeschichte von Im Westen nichts Neues. Das Buch handelt von der Rückkehr der überlebenden Soldaten und deren Problemen, sich wieder ins zivile Leben einzufinden. Nach dem großen Erfolg von Milestones Film ließ Universal auch diesen Roman sozusagen als Fortsetzung verfilmen. Im Ergebnis kam 1937 der Film The Road Back unter der Regie von James Whale in die Kinos. In den Hauptrollen spielen John King, Richard Cromwell und Slim Summerville, der darin erneut die Rolle des Tjaden übernahm. Dieser Film geriet nach schwierigen Dreharbeiten zu einem finanziellen Desaster und erhielt gemischte Kritiken.
1979 gab es eine zweite Verfilmung von Im Westen nichts Neues: unter demselben Titel verfilmte der US-Amerikaner Delbert Mann die Geschichte für das Fernsehen. Der Fernsehfilm erreichte gute Kritiken, jedoch nicht den Status und die Bekanntheit der 1930er-Version.
Im Jahr 2022 wurde die von Edward Berger inszenierte Verfilmung veröffentlicht. Es war die erste Verfilmung des Romans, die in Deutschland je gedreht wurde. Diese neue Verfilmung bekam viele Filmpreise, darunter auch vier Oscars bei der Oscarverleihung 2023. Sie war auch der bisher erfolgreichste deutsche Beitrag bei einer Oscarverleihung.